# Дагр
Дагр или Даг (др.-сканд. Dagr, «день») — божественное олицетворение дня в скандинавской мифологии. Он появляется в «Старшей Эдде», составленной в 13-м веке из более ранних традиционных источников, и «Младшей Эдде», написанной в 13-м веке Снорри Стурлусоном. В обоих источниках говорится, что Дагр является сыном бога Деллингра и связан со светлогривым конем Скинфакси, который «несёт за собой день для человечества». В зависимости от вариации рукописи, Младшая Эдда добавляет, что Дагр является либо сыном Деллингра от Нотты, олицетворённой ночи, либо Ёрд, олицетворённой земли. Иным образом, Дагр появляется в древнескандинавских произведениях, как имя нарицательное, означающее просто «день». Были предложены связи между Дагром и другими одноимёнными фигурами в германской мифологии.

## Эддейский Дагр

### Старшая Эдда
Дагр упоминается в строфах 12 и 25 поэмы Вафтруднисмал. В строфе 24, бог Один (замаскированный под имеем «Гагнрад») спрашивает ётуна Вафтруднира, откуда приходит день, а также ночь с её приливами. В 25-й строфе Вафтруднир отвечает:

«Деллингом звать
День породившего,
Нёр — Ночи отец;
измыслили боги
луны измененья,
чтоб меру дать времени.»Оригинальный текст (др.-исл.)«Dellingr heitir,
hann er Dags faðir,
en Nótt var Nörvi borin;
ný ok nið
skópu nýt regin
öldum at ártali.»

В строфе 12 Вафтруднир говорит о коне Скинфакси со сверкающей гривой:

«Скинфакси конь
сияющий день
поутру нам приносит;
слывет у героев
он лучшим конем
с гривой сверкающей.» Оригинальный текст (др.-исл.)«Skinfaxi heitir,
er inn skíra dregr
dag of dróttmögu;
hesta beztr
þykkir hann með Hreiðgotum;
ey lýsir mön af mari.»

В Сигрдрифумале, после того, как валькирия Сигрдрифа просыпается от её проклятия сна, благодаря герою Сигурду, Сигурд спрашивает её имя, и она дает ему «напиток памяти» из рога, полного меда, а затем Сигрдрифа произносит языческую молитву. В первом стихе этой молитвы есть ссылка на «сыновей Дагра» и «родственницу» (нипт, «сестру» или «дочь») Нотты.
В поэме Храфнагальдр Одина описан внешний вид Дагра, его коня и колесницы:

Оседлан олень,
Деллинга сын,
красно украшен
ценными камнями;
скачка над миром мужей
пышущей гривы,
Двалина друга несёт
конь с колесницей Оригинальный текст (др.-исл.)Dýrum settan
Dellings maugr
ió fram keyrdi
iarknasteinom;
mars of manheim
maun af glóar,
dró leik Dvalins
drösull í reid.

### Младшая Эдда
В книге «Младшая Эдда», в части Видение Гюльви, Дагр снова олицетворяется. В 10-й главе на троне восседает Высокий. Он рассказывает, что Дагр («День») является сыном пары Деллинга, из рода асов, и его жены Нотт («Ночь»). Так о Дагре говорит Высокий: «был он в своего отца светел и прекрасен собою». Один взял Дагра и его мать Нотт, дал им двух коней и две колесницы – Дагр получил коня Ясная Грива, чья грива освещает всё небо и землю – и поместил их на небе, чтобы они объезжали Землю каждые сутки.
В 32-й главе «Младшей Эдды», в части Язык поэзии, Ёрд упоминается, как «сестра Ауда и Дня». Как имя нарицательное, Дагр появляется в 72-й главе, где «на конях Сияющая грива и Веселый выезжает день», и в главе 78, где Дагр («день») указывается как одно из различных слов, обозначающих время.
Однако, учёный Хаукур Торгейссон отмечает, что четыре рукописи Видения Гюльви различаются по описанию семейных отношений между Нотт, Ёрд, Даргом и Деллингром. Другими словами, в зависимости от рукописи, либо Ёрд, либо Нотт является матерью Дагра и женой Деллингра. Хаукур подробно описывает, что «старейшая рукопись, U, предлагает версию где Ёрд жена Деллингра и мать Дагра, в то время как в других рукописях,R, W и T, пишется, что Нотт Деллингрова жена и Дагрова мать», и утверждает, что «версия в рукописи U возникла случайно, когда писатель или его предшественник сократил текст, такой же, как в рукописях R,W и T. Итоги этого несчастного случая вошли в исландскую поэтическую традицию».

## Свипдагр
Отто Хёфлер предположил, что Дагр может быть связан (или может быть им) с героем Свипдагром (чьё имя означает «внезапно наступающий день»), который засвидетельствован в различных текстах. Среди других источников эта фигура встречается в двух стихотворениях, составленных вместе и известных, как Свипдагсмал в «Старшей Эдде» и Пролог в «Младшей Эдде». Известен под именем Swæfdæg в мифических генеалогиях английских домов англосаксонского периода. Хёфлер также предположил, что Свипдагр, возможно, был «Дагром у Свевов». Он также выдвинул версию, что Свипдагр, возможно, был богом плодородия из-за имен членов его семьи, Sólbjartr («солнце-свет», что указывает на потенциального бога неба) и Gróa («рост», что указывает на возможную богиню роста), а также из-за его ухаживаний за Менглё (часто отождествляемой с богиней Фрейей).